# Аеростатоносець

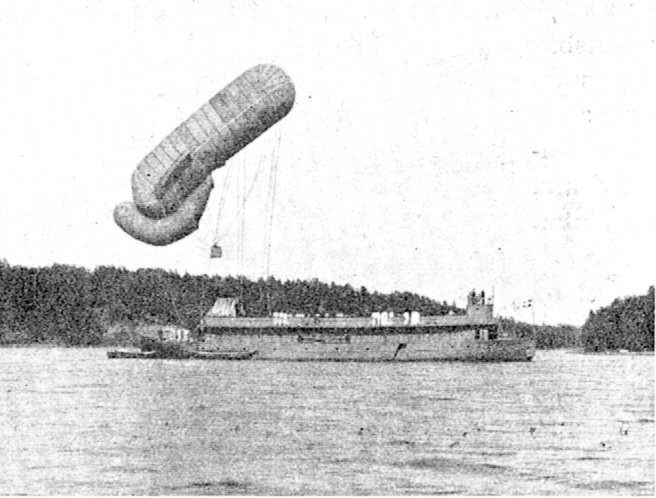
Шведський аеростатоносець, 1907

Аеростатоносець — корабель (судно), оснащений аеростатом, як правило, пов'язаним до нього канатом або тросом, який, зазвичай використовувався для спостереження. У другій половині 19 століття і на початку 20-го століття, ці кораблі будували для забезпечення розвідки. Після декількох експериментів, цей тип став оформлятися на початку 1900-х років, але незабаром буде заміщений гідроавіаносцями і звичайними авіаносцями під час бойових дій Першої світової війни.

## Типи
Забезпечення можливості запускати аеростати з кораблів призвели до формального виділення класу кораблів, призначених для обслуговування відповідних літальних апаратів. Під час Першої світової війни аеростатоносці були у складі ВМС Великої Британії, Франції, Німеччини, Італії, Росії та Швеції. Було побудовано чи переоснащено з цивільних суден близько 10 таких кораблів, головним завданням яких було забезпечення повітряного спостереження. Ці кораблі були або списані, або перероблені у гідроавіаносці після війни.